# Vahlodea
Vahlodea is een geslacht uit de grassenfamilie (Poaceae). De soorten van dit geslacht komen voor in delen van Noordoost-Azië.

## Soorten
Van het geslacht zijn de volgende soorten bekend: 
- Vahlodea atropurpurea
- Vahlodea flexuosa
- Vahlodea latifolia
- Vahlodea magellanica
- Vahlodea paramushirensis